# さんぷんまる
さんぷんまるは、NHK総合テレビジョンの情報・教養番組である。

## 概要
毎回各界の著名人が持っているこだわり、あるいは趣味や暮らしに役立つ情報「人生をより豊かにする秘伝」を届ける。その情報を見て、忍者のキャラクター「ちんぷんまる」と「かんぷんまる」が突っ込む。2人の忍者は電線の上で日本酒を飲んでいる。なお、タイトル名となっている「さんぷんまる」本人は無言で、番組のオープニングとエンディング、番組中に少ししか出てこない。
元々2007年に大田貴史がNHKの企画募集に応募し『番組たまご』において『さんぷんまる・大人のための3分教養講座』として数回放送された。このときは文字通り「秘伝」を語る時間が1人3分に制限されていたが、NHK及び視聴者の評判がとても良かったので、2008年4月3日より定番としてスタートした。レギュラー化により15分に短縮、キャラクターやナレーション等の変更がかけられた。
NHKの関連団体（NHKエンタープライズ・NHKエデュケーショナル・NHK情報ネットワーク等）を介さないで、外部のプロダクションに制作を依頼した「外注」番組で、日本テレビグループの制作会社・日テレアックスオン（AX-ON）とNHKが共同制作する。

## 放送日時
番組たまご時代
1. 2007年4月15日：0:10 - 0:40（14日深夜）
2. 2007年11月13日 - 16日：0:20 - 0:35（12日 - 15日深夜）
4回にわたって放送した。
3. 2008年1月27日：0:05 - 0:35（26日深夜）

レギュラー放送
- 総合テレビ
  - 本放送：木曜 22:45 - 23:00
  - 再放送：水曜 15:45 - 16:00
- BS2
  - 難視聴対策放送：木曜 8:15 - 8:30

## 声の出演
番組たまご時代
- さんぷんまる：タカアンドトシ
- ナレーター：加賀美幸子

レギュラー放送
- ちんぷんまる：ピエール瀧
- かんぷんまる：荒川良々
- ナレーター：来宮良子

## スタッフ
- テーマ曲：「さんぷんまるのうた」電気グルーヴ（作詞：石野卓球・ピエール瀧、作曲：石野卓球）
「YELLOW」にはフルバージョンが（番組名にあやかって収録時間は丁度3分である）、「20」の初回特典ボーナスCDには実際にテレビで使われたテレビサイズバージョンがそれぞれ収録された。
- キャラクターデザイン：TOUMA
- チーフディレクター: 大田貴史
- 制作協力：ガッツエンターテイメント[4]
- 制作・著作：NHK、AX-ON（番組たまご時代の制作・著作はNHK、JMP）

## 不祥事
2008年10月23日放送回に於いてAV男優が街頭インタビューを受ける一般のサラリーマンとして出演していたと、2008年12月2日発売のFLASH12月16日号にて報じられた。これにより、担当の下請けスタッフが番組を降板に至る事態に発展し、2009年3月12日で放送を終了する形となった。
余談だが、この10年後の3月12日、ちんぷんまる役を担当したピエール瀧がコカイン使用容疑で逮捕された。